# Выборы в Государственный совет Республики Коми (2025)
Выборы в Государственный совет Республики Коми VIII созыва состоятся в Республике Коми 14 сентября 2025 года в единый день голосования одновременно с выборами главы республики и выборами депутатов муниципального уровня.

## Избирательная система
В Государственный совет избираются 30 депутатов по смешанной избирательной системе. 15 депутатов избираются по партийным спискам (пропорциональная система) для которых установлен 5%-й барьер, а распределение мест между списками происходило по методу Империали, модифицированным таким образом, чтобы каждый партийный список, преодолевший проходной барьер, получил как минимум один мандат. Другие 15 депутатов избираются по одномандатным округам (мажоритарная система), побеждает набравший большинство голосов. Срок полномочий — пять лет. На первом заседании один из депутатов будет избран в Совета Федерации сенатором, а его мандат будет передан следующему кандидату в списке, если тот кого направят в Совет Федерации будет из депутатов избранных в едином округе.

## Кандидаты

### Партийные списки
Для регистрации списков кандидатов партиям необходимо собрать 0,5 % подписей от общего числа зарегистрированных избирателей в Республике Коми - 3118 подписей избирателей.. Политические партии, определяя порядок размещения кандидатов в списке кандидатов по единому округу, обязаны разбить его на общереспубликанскую часть (от 1 до 3 кандидатов) и территориальные группы (от 3 до 5 кандидатов в каждой). Территориально охвачена вся Республика Коми, но групп при этом формируется от 8 до 15.
Следующие партии были освобождены от необходимости собирать подписи для регистрации списка кандидатов:
- Единая Россия
- КПРФ
- ЛДПР
- Справедливая Россия — За правду
- Новые люди
- Зелёная альтернатива
- Родина
- РПСС
- Коммунисты России

| Номер в бюллетене | Партия | Партия                          | Общая часть списка                                           | Региональных групп | Кандидатов в списке | Статус списка   |
| ----------------- | ------ | ------------------------------- | ------------------------------------------------------------ | ------------------ | ------------------- | --------------- |
| 9                 |        | Единая Россия                   | Ростислав Гольдштейн • Станислав Кочев • Анастасия Михайлова | 15                 | 73                  | зарегистрирован |
| 3                 |        | КПРФ                            | Олег Михайлов                                                | 14                 | 51                  | зарегистрирован |
| 2                 |        | ЛДПР                            | Максим Крайн • Михаил Брагин • Галина Нагаева                | 15                 | 51                  | зарегистрирован |
| 4                 |        | Справедливая Россия — За правду | Татьяна Саладина • Валерия Прокопьева                        | 15                 | 57                  | зарегистрирован |
| 6                 |        | Новые люди                      | Алексей Потемкин • Павел Пацаган • Максим Дорошенко          | 10                 | 52                  | зарегистрирован |
| 8                 |        | Родина                          | Максим Караульнов • Руслан Галеев • Татьяна Тимкина          | 11                 | 41                  | зарегистрирован |
| 5                 |        | Коммунисты России               | Александр Касьяненко • Ярослав Бережных • Дарья Нефф         | 9                  | 32                  | зарегистрирован |
| 1                 |        | РПСС                            | Рианна Вежова • Степан Панов • Артём Скворцов                | 9                  | 32                  | зарегистрирован |
| 7                 |        | Зелёная альтернатива            | Степан Соловьёв • Виктор Бетехтин • Алексей Пушкин           | 10                 | 41                  | зарегистрирован |

### Одномандатные избирательные округа
Для регистрации кандидатов в одномандатных округах необходимо собрать 3% подписей от числа избирателей, зарегистрированных на территории соответствующего избирательного округа, указанного в схеме одномандатных избирательных округов (постановление Государственного Совета Республики Коми от 18 декабря 2024 года № № VII-11/73). Так, наименьшее количество подписей необходимо собрать в Южном одномандатном избирательном округе (1007), наибольшее – в Печорском округе (1461). Неравенство округов составляет 454 подписи (45,08%).
Согласно Схеме округов избирателей зарегистрировано 626545. На 15 округов средняя норма представительства - 41769,6667 Допустимые отклонения 10% минимум 37593 избирателя, максимум 45946. В округе Северный №1 (35968) отклонения от средней нормы представительства  - 13,89%(включает часть Воркуты и посёлки); в округе Печорский №3 (48679) отклонение +16,54%; №5 Ираёльский (46053 избирателей) +10,25%; №6 Восточный (46746) +11,91%; №7 Западный (46955) +12,41%; №15 Южный (33556) - 19,66%. Федеральный закон допускает отклонения до 20% для сохранения целостности муниципальных образований в границах округов, но уже не получилось в округе №1 часть Воркуты и в округе №2 вторая часть Воркуты с другими посёлками. в округа №8 и №9 входят части Ухты с посёлками
| Партия | Партия                          | Число выдвинутых кандидатов | Число зарегистрированных кандидатов |
| ------ | ------------------------------- | --------------------------- | ----------------------------------- |
|        | Единая Россия                   | 15                          | 15                                  |
|        | КПРФ                            | 15                          | 15                                  |
|        | ЛДПР                            | 15                          | 13                                  |
|        | Зелёная альтернатива            | 12                          | 12                                  |
|        | Родина                          | 15                          | 14                                  |
|        | Справедливая Россия — За правду | 12                          | 11                                  |
|        | Новые люди                      | 14                          | 13                                  |
|        | РПСС                            | 10                          | 9                                   |
|        | Коммунисты России               | 12                          | 11                                  |
|        | Самовыдвижение                  | 2                           | 0                                   |
| Всего  | Всего                           | 122                         | 113                                 |

## Хроника
5 июня Госсовет Республики Коми назначил выборы депутатов Государственного Совета Республики Коми VIII созыва
Возложены полномочия 15 окружных избирательных комиссий по выборам депутатов Государственного Совета Республики Коми VIII созыва на 12 территориальных избирательных комиссий: 
1) полномочия окружной избирательной комиссии Северного одномандатного избирательного округа № 1 – на Территориальную избирательную комиссию города Воркуты;
2) полномочия окружной избирательной комиссии Интинского одномандатного избирательного округа № 2 – на Территориальную избирательную комиссию города Инты;
3) полномочия окружной избирательной комиссии Печорского одномандатного избирательного округа № 3 – на Территориальную избирательную комиссию города Печоры;
4) полномочия окружной избирательной комиссии Приполярного одномандатного избирательного округа № 4 – на Территориальную избирательную комиссию города Усинска;
5) полномочия окружной избирательной комиссии Ираёльского одномандатного избирательного округа № 5 – на Территориальную избирательную комиссию города Сосногорска;
6) полномочия окружной избирательной комиссии Восточного одномандатного избирательного округа № 6 – на Территориальную избирательную комиссию Корткеросского района;
7) полномочия окружной избирательной комиссии Западного одномандатного избирательного округа № 7 – на Территориальную избирательную комиссию Усть-Вымского района;
8) полномочия окружных избирательных комиссий Боровского одномандатного избирательного округа № 8, Ярегского одномандатного избирательного округа № 9 – на Территориальную избирательную комиссию города Ухты;
9) полномочия окружных избирательных комиссий Центрального одномандатного избирательного округа № 10, Академического одномандатного избирательного округа № 11, Магистрального одномандатного избирательного округа № 12 – на Территориальную избирательную комиссию города Сыктывкара;
10) полномочия окружной избирательной комиссии Эжвинского одномандатного избирательного округа № 13 – на Территориальную избирательную комиссию Эжвинского района города Сыктывкара;
11) полномочия окружной избирательной комиссии Сыктывдинского одномандатного избирательного округа № 14 – на Территориальную избирательную комиссию Сыктывдинского района;
12) полномочия окружной избирательной комиссии Южного одномандатного избирательного округа № 15 – на Территориальную избирательную комиссию Сысольского района. 
25 июня завершился приём документов о выдвижении кандидатов

## Результаты

### По одномандатным округам
| Результаты выборов в Государственный совет Республики Коми по округам | Результаты выборов в Государственный совет Республики Коми по округам | Результаты выборов в Государственный совет Республики Коми по округам | Результаты выборов в Государственный совет Республики Коми по округам | Результаты выборов в Государственный совет Республики Коми по округам | Результаты выборов в Государственный совет Республики Коми по округам | Результаты выборов в Государственный совет Республики Коми по округам | Результаты выборов в Государственный совет Республики Коми по округам | Результаты выборов в Государственный совет Республики Коми по округам |
| ОИО                                                                   | Явка                                                                  |                                                                       | Кандидат                                                              | Выдвижение                                                            | Результат                                                             | Результат                                                             |                                                                       |                                                                       |
| ОИО                                                                   | Явка                                                                  | Голоса                                                                | Кандидат                                                              | Выдвижение                                                            | %                                                                     |                                                                       |                                                                       |                                                                       |
| --------------------------------------------------------------------- | --------------------------------------------------------------------- | --------------------------------------------------------------------- | --------------------------------------------------------------------- | --------------------------------------------------------------------- | --------------------------------------------------------------------- | --------------------------------------------------------------------- | --------------------------------------------------------------------- | --------------------------------------------------------------------- |
| 1                                                                     |                                                                       |                                                                       | Свистухин Дмитрий Васильевич                                          | Единая Россия                                                         |                                                                       |                                                                       |                                                                       |                                                                       |
| 1                                                                     |                                                                       | Щербакова Екатерина Юрьевна                                           | Зелёная альтернатива                                                  | выбыла после регистрации                                              | выбыла после регистрации                                              |                                                                       |                                                                       |                                                                       |
| 1                                                                     |                                                                       | Журавлев Виталий Михайлович                                           | ЛДПР                                                                  |                                                                       |                                                                       |                                                                       |                                                                       |                                                                       |
| 1                                                                     |                                                                       | Сибиряков Алексей Александрович                                       | Новые люди                                                            |                                                                       |                                                                       |                                                                       |                                                                       |                                                                       |
| 1                                                                     |                                                                       | Бережных Ярослав Игоревич                                             | Коммунисты России                                                     |                                                                       |                                                                       |                                                                       |                                                                       |                                                                       |
| 1                                                                     |                                                                       | Жарук Владимир Владимирович                                           | КПРФ                                                                  |                                                                       |                                                                       |                                                                       |                                                                       |                                                                       |
| 1                                                                     |                                                                       | Ковальчук Иван Михайлович                                             | Родина                                                                |                                                                       |                                                                       |                                                                       |                                                                       |                                                                       |
| 1                                                                     | Недействительные бюллетени                                            |                                                                       |                                                                       |                                                                       |                                                                       |                                                                       |                                                                       |                                                                       |
| 2                                                                     |                                                                       |                                                                       | Лодыгин Виталий Анатольевич                                           | ЛДПР                                                                  |                                                                       |                                                                       |                                                                       |                                                                       |
| 2                                                                     |                                                                       | Магомедов Руслан Исамагомедович                                       | Единая Россия                                                         |                                                                       |                                                                       |                                                                       |                                                                       |                                                                       |
| 2                                                                     |                                                                       | Князев Геннадий Сергеевич                                             | КПРФ                                                                  |                                                                       |                                                                       |                                                                       |                                                                       |                                                                       |
| 2                                                                     |                                                                       | Меладзе Олег Викторович                                               | Справедливая Россия                                                   |                                                                       |                                                                       |                                                                       |                                                                       |                                                                       |
| 2                                                                     |                                                                       | Мерзлякова Мария Алексеевна                                           | Зелёная альтернатива                                                  |                                                                       |                                                                       |                                                                       |                                                                       |                                                                       |
| 2                                                                     | Недействительные бюллетени                                            |                                                                       |                                                                       |                                                                       |                                                                       |                                                                       |                                                                       |                                                                       |
| 3                                                                     |                                                                       |                                                                       | Пиженко Владимир Олегович                                             | Новые люди                                                            |                                                                       |                                                                       |                                                                       |                                                                       |
| 3                                                                     |                                                                       | Красавцев Александр Ильич                                             | РПСС                                                                  |                                                                       |                                                                       |                                                                       |                                                                       |                                                                       |
| 3                                                                     |                                                                       | Гончаров Виктор Сергеевич                                             | Справедливая Россия                                                   |                                                                       |                                                                       |                                                                       |                                                                       |                                                                       |
| 3                                                                     |                                                                       | Олейник Виктор Викторович                                             | ЛДПР                                                                  |                                                                       |                                                                       |                                                                       |                                                                       |                                                                       |
| 3                                                                     |                                                                       | Скороходов Илья Михайлович                                            | Коммунисты России                                                     |                                                                       |                                                                       |                                                                       |                                                                       |                                                                       |
| 3                                                                     |                                                                       | Громов Алексей Николаевич                                             | КПРФ                                                                  |                                                                       |                                                                       |                                                                       |                                                                       |                                                                       |
| 3                                                                     |                                                                       | Костенецкая Елена Егоровна                                            | Единая Россия                                                         |                                                                       |                                                                       |                                                                       |                                                                       |                                                                       |
| 3                                                                     |                                                                       | Дуванов Владислав Михайлович                                          | Родина                                                                |                                                                       |                                                                       |                                                                       |                                                                       |                                                                       |
| 3                                                                     | Недействительные голоса                                               |                                                                       |                                                                       |                                                                       |                                                                       |                                                                       |                                                                       |                                                                       |
| 4                                                                     |                                                                       |                                                                       | Галеев Руслан Уралович                                                | Родина                                                                | отказ в регистрации                                                   | отказ в регистрации                                                   |                                                                       |                                                                       |
| 4                                                                     |                                                                       | Альгинов Сергей Владимирович                                          | Справедливая Россия                                                   |                                                                       |                                                                       |                                                                       |                                                                       |                                                                       |
| 4                                                                     |                                                                       | Амосова Елена Евгеньевна                                              | Коммунисты России                                                     |                                                                       |                                                                       |                                                                       |                                                                       |                                                                       |
| 4                                                                     |                                                                       | Попова Инна Степановна                                                | Зелёная альтернатива                                                  |                                                                       |                                                                       |                                                                       |                                                                       |                                                                       |
| 4                                                                     |                                                                       | Кривощеков Сергей Петрович                                            | ЛДПР                                                                  |                                                                       |                                                                       |                                                                       |                                                                       |                                                                       |
| 4                                                                     |                                                                       | Попова Инна Степановна                                                | Новые люди                                                            |                                                                       |                                                                       |                                                                       |                                                                       |                                                                       |
| 4                                                                     |                                                                       | Лодыгин Юрий Николаевич                                               | Единая Россия                                                         |                                                                       |                                                                       |                                                                       |                                                                       |                                                                       |
| 4                                                                     |                                                                       | Дьячкова Екатерина Валериановна                                       | КПРФ                                                                  |                                                                       |                                                                       |                                                                       |                                                                       |                                                                       |
| 4                                                                     | Недействительные бюллетени                                            |                                                                       |                                                                       |                                                                       |                                                                       |                                                                       |                                                                       |                                                                       |
| 5                                                                     |                                                                       |                                                                       | Басов Николай Николаевич                                              | Родина                                                                |                                                                       |                                                                       |                                                                       |                                                                       |
| 5                                                                     |                                                                       | Богданов Роман Александрович                                          | Коммунисты России                                                     |                                                                       |                                                                       |                                                                       |                                                                       |                                                                       |
| 5                                                                     |                                                                       | Чеботарев Виктор Николаевич                                           | Самовыдвижение                                                        | отказ в регистрации                                                   | отказ в регистрации                                                   |                                                                       |                                                                       |                                                                       |
| 5                                                                     |                                                                       | Ануфриева Мария Владимировна                                          | Новые люди                                                            |                                                                       |                                                                       |                                                                       |                                                                       |                                                                       |
| 5                                                                     |                                                                       | Терентьев Андрей Алексеевич                                           | Единая Россия                                                         |                                                                       |                                                                       |                                                                       |                                                                       |                                                                       |
| 5                                                                     |                                                                       | Каменских Екатерина Юрьевна                                           | Зелёная альтернатива                                                  |                                                                       |                                                                       |                                                                       |                                                                       |                                                                       |
| 5                                                                     |                                                                       | Канева Надежда Евгеньевна                                             | РПСС                                                                  |                                                                       |                                                                       |                                                                       |                                                                       |                                                                       |
| 5                                                                     |                                                                       | Братенков Николай Терентьевич                                         | КПРФ                                                                  |                                                                       |                                                                       |                                                                       |                                                                       |                                                                       |
| 5                                                                     |                                                                       | Нагаева Галина Юрьевна                                                | ЛДПР                                                                  |                                                                       |                                                                       |                                                                       |                                                                       |                                                                       |
| 5                                                                     | Недействительные бюллетени                                            |                                                                       |                                                                       |                                                                       |                                                                       |                                                                       |                                                                       |                                                                       |
| 6                                                                     |                                                                       |                                                                       | Латкина Татьяна Валерьяновна                                          | РПСС                                                                  |                                                                       |                                                                       |                                                                       |                                                                       |
| 6                                                                     |                                                                       | Евграфов Артур Георгиевич                                             | Новые люди                                                            |                                                                       |                                                                       |                                                                       |                                                                       |                                                                       |
| 6                                                                     |                                                                       | Пименов Эдуард Вячеславович                                           | Родина                                                                |                                                                       |                                                                       |                                                                       |                                                                       |                                                                       |
| 6                                                                     |                                                                       | Морохин Сергей Павлович                                               | КПРФ                                                                  |                                                                       |                                                                       |                                                                       |                                                                       |                                                                       |
| 6                                                                     |                                                                       | Марченко Владимир Федорович                                           | Коммунисты России                                                     |                                                                       |                                                                       |                                                                       |                                                                       |                                                                       |
| 6                                                                     |                                                                       | Габов Алексей Иванович                                                | Единая Россия                                                         |                                                                       |                                                                       |                                                                       |                                                                       |                                                                       |
| 6                                                                     |                                                                       | Одинцов Александр Владимирович                                        | ЛДПР                                                                  |                                                                       |                                                                       |                                                                       |                                                                       |                                                                       |
| 6                                                                     | Недействительные бюллетени                                            |                                                                       |                                                                       |                                                                       |                                                                       |                                                                       |                                                                       |                                                                       |
| 7                                                                     |                                                                       |                                                                       | Тимкина Татьяна Алексеевна                                            | Родина                                                                |                                                                       |                                                                       |                                                                       |                                                                       |
| 7                                                                     |                                                                       | Молоствова Лариса Станиславовна                                       | РПСС                                                                  |                                                                       |                                                                       |                                                                       |                                                                       |                                                                       |
| 7                                                                     |                                                                       | Турчин Тарас Васильевич                                               | ЛДПР                                                                  |                                                                       |                                                                       |                                                                       |                                                                       |                                                                       |
| 7                                                                     |                                                                       | Киш Павел Арпадович                                                   | Новые люди                                                            |                                                                       |                                                                       |                                                                       |                                                                       |                                                                       |
| 7                                                                     |                                                                       | Климушев Андрей Юрьевич                                               | Единая Россия                                                         |                                                                       |                                                                       |                                                                       |                                                                       |                                                                       |
| 7                                                                     |                                                                       | Норицин Иван Николаевич                                               | Справедливая Россия                                                   |                                                                       |                                                                       |                                                                       |                                                                       |                                                                       |
| 7                                                                     |                                                                       | Горяшин Владимир Капитонович                                          | КПРФ                                                                  |                                                                       |                                                                       |                                                                       |                                                                       |                                                                       |
| 7                                                                     |                                                                       | Алексеева Светлана Викторовна                                         | Коммунисты России                                                     |                                                                       |                                                                       |                                                                       |                                                                       |                                                                       |
| 7                                                                     | Недействительные бюллетени                                            |                                                                       |                                                                       |                                                                       |                                                                       |                                                                       |                                                                       |                                                                       |
| 8                                                                     |                                                                       |                                                                       | Блохин Владимир Иванович                                              | Единая Россия                                                         |                                                                       |                                                                       |                                                                       |                                                                       |
| 8                                                                     |                                                                       | Величко Илья Николаевич                                               | Справедливая Россия                                                   |                                                                       |                                                                       |                                                                       |                                                                       |                                                                       |
| 8                                                                     |                                                                       | Бунякова Анна Александровна                                           | Зелёная альтернатива                                                  | выбыла после регистрации                                              | выбыла после регистрации                                              |                                                                       |                                                                       |                                                                       |
| 8                                                                     |                                                                       | Багирова Оксана Рафиковна                                             | КПРФ                                                                  |                                                                       |                                                                       |                                                                       |                                                                       |                                                                       |
| 8                                                                     |                                                                       | Сазонов Сергей Сергеевич                                              | ЛДПР                                                                  | утратил статус выдвинутого кандидата                                  | утратил статус выдвинутого кандидата                                  |                                                                       |                                                                       |                                                                       |
| 8                                                                     |                                                                       | Ходырева Анастасия Петровна                                           | РПСС                                                                  |                                                                       |                                                                       |                                                                       |                                                                       |                                                                       |
| 8                                                                     |                                                                       | Караульнов Дмитрий Сергеевич                                          | Родина                                                                |                                                                       |                                                                       |                                                                       |                                                                       |                                                                       |
| 8                                                                     |                                                                       | Носов Павел Иванович                                                  | Новые люди                                                            | утратил статус выдвинутого кандидата                                  | утратил статус выдвинутого кандидата                                  |                                                                       |                                                                       |                                                                       |
| 8                                                                     | Недействительные бюллетени                                            |                                                                       |                                                                       |                                                                       |                                                                       |                                                                       |                                                                       |                                                                       |
| 9                                                                     |                                                                       |                                                                       | Мароко Андрей Александрович                                           | Родина                                                                |                                                                       |                                                                       |                                                                       |                                                                       |
| 9                                                                     |                                                                       | Завальнев Вячеслав Игоревич                                           | Единая Россия                                                         |                                                                       |                                                                       |                                                                       |                                                                       |                                                                       |
| 9                                                                     |                                                                       | Зверева Светлана Сергеевна                                            | КПРФ                                                                  |                                                                       |                                                                       |                                                                       |                                                                       |                                                                       |
| 9                                                                     |                                                                       | Климантова Виктория Владимировна                                      | РПСС                                                                  |                                                                       |                                                                       |                                                                       |                                                                       |                                                                       |
| 9                                                                     |                                                                       | Бронникова Виктория Юрьевна                                           | Справедливая Россия                                                   |                                                                       |                                                                       |                                                                       |                                                                       |                                                                       |
| 9                                                                     |                                                                       | Рева Валерия Игоревна                                                 | Коммунисты России                                                     |                                                                       |                                                                       |                                                                       |                                                                       |                                                                       |
| 9                                                                     |                                                                       | Ермаков Артём Сергеевич                                               | ЛДПР                                                                  | утратил статус выдвинутого кандидата                                  | утратил статус выдвинутого кандидата                                  |                                                                       |                                                                       |                                                                       |
| 9                                                                     |                                                                       | Дощук Ирина Сергеевна                                                 | Новые люди                                                            |                                                                       |                                                                       |                                                                       |                                                                       |                                                                       |
| 9                                                                     |                                                                       | Панина Дарья Сергеевна                                                | Зелёная альтернатива                                                  |                                                                       |                                                                       |                                                                       |                                                                       |                                                                       |
| 9                                                                     | Недействительные бюллетени                                            |                                                                       |                                                                       |                                                                       |                                                                       |                                                                       |                                                                       |                                                                       |
| 10                                                                    |                                                                       |                                                                       | Ананина Нина Васильевна                                               | КПРФ                                                                  |                                                                       |                                                                       |                                                                       |                                                                       |
| 10                                                                    |                                                                       | Полецков Евгений Сергеевич                                            | Родина                                                                |                                                                       |                                                                       |                                                                       |                                                                       |                                                                       |
| 10                                                                    |                                                                       | Фатыхов Эдуард Ильдусович                                             | ЛДПР                                                                  |                                                                       |                                                                       |                                                                       |                                                                       |                                                                       |
| 10                                                                    |                                                                       | Прокопьев Артур Алексеевич                                            | Справедливая Россия                                                   |                                                                       |                                                                       |                                                                       |                                                                       |                                                                       |
| 10                                                                    |                                                                       | Пахомова Татьяна Александровна                                        | РПСС                                                                  |                                                                       |                                                                       |                                                                       |                                                                       |                                                                       |
| 10                                                                    |                                                                       | Шучалин Александр Сергеевич                                           | Единая Россия                                                         |                                                                       |                                                                       |                                                                       |                                                                       |                                                                       |
| 10                                                                    |                                                                       | Пацаган Павел Андреевич                                               | Новые люди                                                            |                                                                       |                                                                       |                                                                       |                                                                       |                                                                       |
| 10                                                                    |                                                                       | Уваров Кирилл Андреевич                                               | Коммунисты России                                                     |                                                                       |                                                                       |                                                                       |                                                                       |                                                                       |
| 10                                                                    |                                                                       | Кулешов Семён Михайлович                                              | Зелёная альтернатива                                                  |                                                                       |                                                                       |                                                                       |                                                                       |                                                                       |
| 10                                                                    | Недействительные бюллетени                                            |                                                                       |                                                                       |                                                                       |                                                                       |                                                                       |                                                                       |                                                                       |
| 11                                                                    |                                                                       |                                                                       | Удоратин Николай Дмитриевич                                           | КПРФ                                                                  |                                                                       |                                                                       |                                                                       |                                                                       |
| 11                                                                    |                                                                       | Хасанов Раиль Сагитович                                               | Справедливая Россия                                                   |                                                                       |                                                                       |                                                                       |                                                                       |                                                                       |
| 11                                                                    |                                                                       | Бакушина Илона Йордановна                                             | Зелёная альтернатива                                                  |                                                                       |                                                                       |                                                                       |                                                                       |                                                                       |
| 11                                                                    |                                                                       | Гольке-Эберт Роман Сергеевич                                          | Новые люди                                                            |                                                                       |                                                                       |                                                                       |                                                                       |                                                                       |
| 11                                                                    |                                                                       | Сафарова Екатерина Анатольевна                                        | ЛДПР                                                                  |                                                                       |                                                                       |                                                                       |                                                                       |                                                                       |
| 11                                                                    |                                                                       | Кирпичёва Ольга Анатольевна                                           | Коммунисты России                                                     |                                                                       |                                                                       |                                                                       |                                                                       |                                                                       |
| 11                                                                    |                                                                       | Сытник Андрей Анатольевич                                             | Родина                                                                |                                                                       |                                                                       |                                                                       |                                                                       |                                                                       |
| 11                                                                    |                                                                       | Усачёв Сергей Анатольевич                                             | Единая Россия                                                         |                                                                       |                                                                       |                                                                       |                                                                       |                                                                       |
| 11                                                                    | Недействительные бюллетени                                            |                                                                       |                                                                       |                                                                       |                                                                       |                                                                       |                                                                       |                                                                       |
| 12                                                                    |                                                                       |                                                                       | Панюкова Юлия Сергеевна                                               | КПРФ                                                                  |                                                                       |                                                                       |                                                                       |                                                                       |
| 12                                                                    |                                                                       | Капустин Александр Анатольевич                                        | Родина                                                                |                                                                       |                                                                       |                                                                       |                                                                       |                                                                       |
| 12                                                                    |                                                                       | Лосев Матвей Михайлович                                               | Зелёная альтернатива                                                  |                                                                       |                                                                       |                                                                       |                                                                       |                                                                       |
| 12                                                                    |                                                                       | Прокопьева Валерия Витальевна                                         | Справедливая Россия                                                   |                                                                       |                                                                       |                                                                       |                                                                       |                                                                       |
| 12                                                                    |                                                                       | Абатурова Наталья Евгеньевна                                          | Коммунисты России                                                     |                                                                       |                                                                       |                                                                       |                                                                       |                                                                       |
| 12                                                                    |                                                                       | Трапезников Андрей Викторович                                         | РПСС                                                                  |                                                                       |                                                                       |                                                                       |                                                                       |                                                                       |
| 12                                                                    |                                                                       | Артеев Сергей Вячеславович                                            | Единая Россия                                                         |                                                                       |                                                                       |                                                                       |                                                                       |                                                                       |
| 12                                                                    |                                                                       | Бауэр Анита Павловна                                                  | ЛДПР                                                                  |                                                                       |                                                                       |                                                                       |                                                                       |                                                                       |
| 12                                                                    |                                                                       | Дорошенко Олег Анатольевич                                            | Новые люди                                                            |                                                                       |                                                                       |                                                                       |                                                                       |                                                                       |
| 12                                                                    | Недействительные бюллетени                                            |                                                                       |                                                                       |                                                                       |                                                                       |                                                                       |                                                                       |                                                                       |
| 13                                                                    |                                                                       |                                                                       | Пушкин Алексей Александрович                                          | Зелёная альтернатива                                                  |                                                                       |                                                                       |                                                                       |                                                                       |
| 13                                                                    |                                                                       | Доронин Кирилл Денисович                                              | Коммунисты России                                                     |                                                                       |                                                                       |                                                                       |                                                                       |                                                                       |
| 13                                                                    |                                                                       | Напалков Евгений Александрович                                        | Единая Россия                                                         |                                                                       |                                                                       |                                                                       |                                                                       |                                                                       |
| 13                                                                    |                                                                       | Медведева Ольга Григорьевна                                           | Справедливая Россия                                                   |                                                                       |                                                                       |                                                                       |                                                                       |                                                                       |
| 13                                                                    |                                                                       | Ермаков Максим Юрьевич                                                | ЛДПР                                                                  |                                                                       |                                                                       |                                                                       |                                                                       |                                                                       |
| 13                                                                    |                                                                       | Тюрнин Александр Валерьевич                                           | Родина                                                                |                                                                       |                                                                       |                                                                       |                                                                       |                                                                       |
| 13                                                                    |                                                                       | Коковкин Александр Николаевич                                         | РПСС                                                                  |                                                                       |                                                                       |                                                                       |                                                                       |                                                                       |
| 13                                                                    |                                                                       | Удоратина Мария Алексеевна                                            | КПРФ                                                                  |                                                                       |                                                                       |                                                                       |                                                                       |                                                                       |
| 13                                                                    |                                                                       | Неськин Александр Иванович                                            | Новые люди                                                            |                                                                       |                                                                       |                                                                       |                                                                       |                                                                       |
| 13                                                                    | Недействительные бюллетени                                            |                                                                       |                                                                       |                                                                       |                                                                       |                                                                       |                                                                       |                                                                       |
| 14                                                                    |                                                                       |                                                                       | Саладина Татьяна Алексеевна                                           | Справедливая Россия                                                   |                                                                       |                                                                       |                                                                       |                                                                       |
| 14                                                                    |                                                                       | Потапова Екатерина Атанасовна                                         | Коммунисты России                                                     |                                                                       |                                                                       |                                                                       |                                                                       |                                                                       |
| 14                                                                    |                                                                       | Бетехтин Виктор Васильевич                                            | Зелёная альтернатива                                                  |                                                                       |                                                                       |                                                                       |                                                                       |                                                                       |
| 14                                                                    |                                                                       | Караульнов Максим Сергеевич                                           | Родина                                                                |                                                                       |                                                                       |                                                                       |                                                                       |                                                                       |
| 14                                                                    |                                                                       | Савельев Константин Вениаминович                                      | ЛДПР                                                                  |                                                                       |                                                                       |                                                                       |                                                                       |                                                                       |
| 14                                                                    |                                                                       | Лажанев Олег Амвросиевич                                              | Самовыдвижение                                                        | отказ в регистрации                                                   | отказ в регистрации                                                   |                                                                       |                                                                       |                                                                       |
| 14                                                                    |                                                                       | Потемкин Алексей Игоревич                                             | Новые люди                                                            |                                                                       |                                                                       |                                                                       |                                                                       |                                                                       |
| 14                                                                    |                                                                       | Широков Юрий Иванович                                                 | Единая Россия                                                         |                                                                       |                                                                       |                                                                       |                                                                       |                                                                       |
| 14                                                                    |                                                                       | Морозова Богдана Борисовна                                            | РПСС                                                                  | отказ в регистрации                                                   | отказ в регистрации                                                   |                                                                       |                                                                       |                                                                       |
| 14                                                                    |                                                                       | Соколова Ксения Александровна                                         | КПРФ                                                                  |                                                                       |                                                                       |                                                                       |                                                                       |                                                                       |
| 14                                                                    | Недействительные бюллетени                                            |                                                                       |                                                                       |                                                                       |                                                                       |                                                                       |                                                                       |                                                                       |
| 15                                                                    |                                                                       |                                                                       | Кузнецов Станислав Иванович                                           | ЛДПР                                                                  |                                                                       |                                                                       |                                                                       |                                                                       |
| 15                                                                    |                                                                       | Савко Лидия Николаевна                                                | Зелёная альтернатива                                                  |                                                                       |                                                                       |                                                                       |                                                                       |                                                                       |
| 15                                                                    |                                                                       | Городов Кирилл Юрьевич                                                | КПРФ                                                                  |                                                                       |                                                                       |                                                                       |                                                                       |                                                                       |
| 15                                                                    |                                                                       | Елохин Иван Иванович                                                  | Справедливая Россия                                                   |                                                                       |                                                                       |                                                                       |                                                                       |                                                                       |
| 15                                                                    |                                                                       | Макейчук Андрей Владимирович                                          | Родина                                                                |                                                                       |                                                                       |                                                                       |                                                                       |                                                                       |
| 15                                                                    |                                                                       | Чураков Степан Викторович                                             | Единая Россия                                                         |                                                                       |                                                                       |                                                                       |                                                                       |                                                                       |
| 15                                                                    |                                                                       | Дорошенко Максим Анатольевич                                          | Новые люди                                                            |                                                                       |                                                                       |                                                                       |                                                                       |                                                                       |
| 15                                                                    | Недействительные бюллетени                                            |                                                                       |                                                                       |                                                                       |                                                                       |                                                                       |                                                                       |                                                                       |
| Источники: 1, 2.                                                      |                                                                       |                                                                       |                                                                       |                                                                       |                                                                       |                                                                       |                                                                       |                                                                       |

### Комментарии
1. ↑  ОИО Северный — часть Воркуты: бульвары: Пищевиков (обе стороны от дома № 19 по дом № 43), Шерстнева; улицы: 1-я Линейная, 2-я Линейная, Водопроводная, Возейская, Врачебная, Вспомогательная, Гагарина (четная сторона), Димитрова, Комарова, Кооперативная, Ленина (обе стороны от домов № 53, 58 по дома № 575, 76), Лермонтова, Майская, Некрасова, Орджоникидзе, Павлова, Пирогова, Славянская, Суворова, Тиманская, Филатова, Чернова; набережная Шахтерская; посёлки городского типа: Воргашор, Елецкий, Заполярный, Комсомольский, Мульда, Октябрьский, Промышленный, Северный, Тыю; посёлок сельского типа Юршор.
2. ↑  ОИО Интинский — Инта; часть Воркуты: бульвар Пищевиков (обе стороны от начала бульвара по дом № 18A); улицы: 1-я Дорожная, 1-я Поселковая, 9 января, Авиационная, Автозаводская, Базовская, Береговая, Волынова, Гагарина (нечетная сторона), Гаражная, Гоголя, Горноспасательная, Горняков, Дончука, Дорожная, Железнодорожная, Заслонова, Индустриальная, Интернациональная, Интинская, Коммунальная, Комсомольская, Красноармейская, Ленина (обе стороны от начала улицы по дома № 39, 56А), Ленинградская, Лесокомбинатовская, Локомотивная, Ломоносова, Матвеева, Маяковского, Мира, Московская, Моховая, Новосельская, Новый поселок, Парковая, Перекрестная, Пионерская, Победы, Привокзальная, Пушкина, Рабочая, Раздельная, Районная, Свободная, Связи, Северная, Северо-Западная, Снежная, Стадионная, Стасовой, Строительная, Театральная, Трудовая, ТЭЦ, Угольная, Усинская, Чекалина, Шахтная, Энгельса, Энергетиков, Яновского; площадь Привокзальная; общежитие карьера Юнь-Яга; переулки: Больничный, Восточный, Котельный, Лесокомбинатовский, Литейный, Малый, Парковый, Первомайский, Привокзальный, Советский, Спортивный, Строительный, Театральный; территория Тундра; посёлок сельского типа Сивомаскинский.
3. ↑  ОИО Печорский — Вуктыл и Печора.
4. ↑  ОИО Приполярный — Усинск и Усть-Цилемский район.
5. ↑  ОИО Ираёльский — Сосногорск и Ижемский район.
6. ↑  ОИО Восточный — Корткеросский, Троицко-Печорский и Усть-Куломский районы.
7. ↑  ОИО Западный — Княжпогостский, Удорский и Усть-Вымский районы.
8. ↑  ОИО Боровской — часть Ухты: набережные: Газовиков, Нефтяников; площадь Комсомольская; проспекты: А.И. Зерюнова, Космонавтов (нечетная сторона), Ленина (обе стороны от домов № 20, 31/9 до конца проспекта); улицы: 1-я Смородиновая, 1-я Солнечная, 1-я Цветочная, 2-я Смородиновая, 2-я Солнечная, 2-я Цветочная, Александра Алексеева, Березовая, Земляничная, Интернациональная, Калиновая, Коммунальная, Куратова, М.К.Сидорова, Малая, Малиновая, Машиностроителей, Пионерская, Победы, Рябиновая, Сенюкова (четная сторона от дома № 16 по дом № 20, нечетная сторона от дома № 29 до конца улицы), Снежная, Советская, Совхозная, Сосновая, Социалистическая, Тиманская; переулок Интернациональный;
проезды: Пионергорский, Строителей; дома: № 32д, 146д; территории: Водненский (все СНТ), СНТ Светлое будущее; поселки городского типа: Боровой, Водный и село Кедвавом.
9. ↑  ОИО Ярегский — часть Ухты: проспекты: Космонавтов (четная сторона), Ленина (обе стороны от начала проспекта по дома № 16, 27); улицы: 1-я Березовская, 1-я Ветлосяновская, 1-я Нагорная, 2-я Березовская, 2-я Ветлосянская, 2-я Нагорная, 3-я Березовская, 3-я Нагорная, 4-я Березовская, 8 Марта, 30 лет Октября, 40 лет ГВФ, 40 лет Коми АССР, Авиационная, Береговая, Бушуева, Ветлосяновская, Вокзальная, Володарского, Геологов, Гоголя, Горького, Губкина, Дежнева, Дзержинского, Дорожная, Железнодорожная, Загородная, Заречная, Зеленая, Кирпичная, Клубная, Кольцевая, Косолапкина, Кремса, Крымская, Мира, Молодежная, Озерная,Октябрьская, Оплеснина, Островского, Парковая, Первомайская, Печорская, Подгорная, Портовая, Почтовая, Промышленная, Проселочная, Пушкина, Савина, Севастопольская, Семяшкина, Сенюкова (нечетная сторона от начала улицы по дом № 25/52), станция Ветлосян, Тихоновича, Транспортная, Трудовая, Уральская, Чернова, Чибьюская, Школьная, Юбилейная, Южная; переулки: Газовиков, Кирпичный, Клубный, Октябрьский, Чибьюский; проезды: Дружбы, Таежный, Школьный; территории: Газозаправка (все СНТ), Дальний (все СНТ), Доманик-Ёль (все СНТ), Седъюский (все СНТ), Ярегский (все СНТ); посёлки городского типа: Шудаяг и Ярега; посёлки сельского типа: Кэмдин и Седъю.
10. ↑  ОИО Центральный — часть Сыктывкара: проспект Октябрьский (обе стороны от начала проспекта по дома № 10/1, 29/5); улицы: 1-я Новосельская, 2-я Новосельская, Бабушкина (дома № 11, 19, 23), Береговая (дома № 1A, 27, 27А, 275, 28, 29, 31, 33), Валентины Витязевой, Владимира Тимина, Гаражная, Димитрова (четная сторона от дома № 40 по дом № 56/2, нечетная сторона), Домны Каликовой (обе стороны от домов № 12, 35 до конца улицы), Жакова, Журавского, Загородная, Западная, Земляничная, Ижемская, Интернациональная (обе стороны от домов № 131, 142 до конца улицы), Катаева (обе стороны от домов № 20, 45 по дома № 22/2, 49, дом № 48), Кирова (обе стороны от домов № 25, 44 по дома № 37, 60), Колхозная (четная сторона от дома № 14 до конца улицы, нечетная сторона), Коммунистическая (обе стороны от домов № 6, 9 по дома № 10, 19А, от домов № 59, 62 до конца улицы), Красноармейская, Куратова, Ленина (обе стороны от домов № 45, 56 по дома № 89, 122), Лесопарковая, Летная, Маркова, Михаила Доронина, Мичурина, Можжевельная, Морозова (четная сторона, нечетная сторона от начала улицы по дом № 43/1, от дома № 87 до конца улицы), Панева, Первомайская (обе стороны от домов № 74, 83 до конца улицы), Пришкольная, Пушкина, Радостная, Расула Гамзатова, Ручейная, Рябиновая, Советская (обе стороны от домов № 16, 35 по дома № 66, 59), Сорокина, Станционная, Старовского (четная сторона от дома № 28 по дом № 48), Сыктывдинская, Уездная, Цветочная, Южная, Ягодная, Ярославская; шоссе Сысольское; переулок Интернациональный; проезды: 20 МЮД, Вороншорский, Гаражный, Колхозный, Красноармейский, Мичурина, Юго-Западный; местечки: Давпон, Радиобиология; территория ОНТ Филин.
11. ↑  ОИО Академический — часть Сыктывкара: проспект Октябрьский (обе стороны проспекта от домов № 14, 31 по дома № 148, 119/2); улицы: 28 Невельской дивизии, Бабушкина (кроме домов № 11, 19, 23), Братьев Жилиных, Водника, Восточная (обе стороны от домов № 35, 42 до конца улицы), Вычегодская, Горького, Громова (обе стороны от начала улицы по дома № 19, 20), Дальняя, Депутатская (четная сторона), Димитрова (четная сторона от начала улицы по дом № 24), Заливная, Индустриальная, Интернациональная (обе стороны от начала улицы по дома № 121, 126/1, кроме домов № 30, 32, 32/1), Карла Маркса (обе стороны от домов № 171, 176 до конца улицы), Карьерная, Катаева (обе стороны от начала улицы по дома № 16, 43, дом № 51), Кирова (обе стороны от начала улицы по дома № 21/1, 40), Кирпичная, Клары Цеткин (обе стороны от домов № 60, 61 до конца улицы), Коммунистическая (обе стороны от начала улицы по дома № 4/1, 7, от домов № 18, 21 по дома № 52, 53), Красных Партизан, Крупской (обе стороны от начала улицы по дома № 42, 47), Крутая (четная сторона), Кутузова, Ленина (обе стороны от начала улицы по дома № 43, 54), Луговая, Маегова, Микушева, Морозова (нечетная сторона от дома № 45 по дом № 85/2), Навигационная, Национальная, Озерная, Оплеснина, Орджоникидзе, Парковая, Первомайская (обе стороны от начала улицы по дома № 72, 75А, кроме домов № 7, 7/1, 9, 20), Перевозная, Песчаная, Свободы, Советская (обе стороны от начала улицы по дома № 14, 29), Сорвачева, Сплавная, Старовского (обе стороны от начала улицы по дома № 26/1, 61), Судоходная, Тентюковская (от начала улицы по дома № 74, 159/1, кроме домов № 81, 83, 85, 87, 89, 91, 93, 95, 97, 99, 101, 103, 113, 115, 119, 121, 123, 125, 127, 129, 131, 151, 151/1), Чернова, Чкалова (нечетная сторона от дома № 23 до конца улицы), Энгельса (дома № 139, 141), Юхнина; переулки: Депутатский (обе стороны от начала переулка по дома № 12/1, 13), Индустриальный, Мирный, Тентюковский (обе стороны от домов № 5, 6 по дома № 19, 18), Энгельса; проезды: Больничный (четная сторона от начала проезда по дом № 18, дом № 3), Карьерный, Нагорный, Парковый, Пригородный, Совхозный, Стандартный; местечки: Дырнос, Париж; посёлок городского типа Седкыркещ.
12. ↑  ОИО Магистральный — часть Сыктывкара: бульвар Покровский; проспект Октябрьский (обе стороны проспекта от домов № 121, 152 до конца проспекта); улицы: 1-я Промышленная, 2-я Промышленная, 3-я Промышленная, 4-я Промышленная, 5-я Промышленная, Ветеранов, Водопьянова, Восточная (обе стороны от начала улицы по дома № 28, 29), Громова (обе стороны от домов № 22, 25 до конца улицы), Депутатская (нечетная сторона), Земляная, Зимняя, Интернациональная (дома № 30, 32, 32/1), Карла Маркса (обе стороны от начала улицы по дома № 165/1, 174), Католикова, Клары Цеткин (обе стороны от начала улицы по дома № 55, 58), Крупской (обе стороны от домов № 44, 49 до конца улицы), Крутая (нечетная сторона), Лыткина, Магистральная, Малышева, Мелиораторов, Мищенко, Молодцова, Нагорная, Новый поселок, Овражная, Огородная, Осипенко, Папанина, Парижской Коммуны, Первомайская (дома № 7, 7/1, 9, 20), Петрозаводская, Печорская, Приречная, Пузиновского, Рабочая, Рейдовая, Садовая, Сельская, Складская, Тентюковская (дома № 81, 83, 85, 87, 89, 91, 93, 95, 97, 99, 101, 103, 113, 115, 119, 121, 123, 125, 127, 129, 131, 151, 151/1, обе стороны от домов № 78, 161 до конца улицы), Урожайная, Чкалова (обе стороны от начала улицы по дома № 21, 52), Энгельса (обе стороны от начала улицы по дома № 125, 144), Юшкина; переулки: Депутатский (обе стороны от домов № 14, 15 до конца переулка), Печорский, Рабочий, Тентюковский (дома № 1, 3), Ученический; проезды: Андреевский, Больничный (дома № 20, 22), Васильковый, Геологов, Дубравный, Живописный, Кольцевой, Листопадный, Магистральный, Подгорный, Смородиновый, Энтузиастов; местечки: Верхний Чов, Човью.
13. ↑  ОИО Эжвинский — Эжвинский район Сыктывкара.
14. ↑  ОИО Сыктывдинский — часть Сыктывкара: улицы: 8 Марта, 65-летия Победы, Банбана, Береговая (все дома, кроме домов 1А, 27, 27А, 276, 28, 29, 31, 33), Воркутинская, Гоголя, Домны Каликовой (обе стороны от начала улицы по дома № 8, 31), Дорожная, Дружная, Дуговая, Заводская, Зои Космодемьянской, Зырянская, Интинская, Кирова (обе стороны от домов № 39, 64 до конца улицы), Колхозная (четная сторона от начала улицы по дом № 12), Комсомольская, Корткеросская, Кочпонская, Ленина (нечетная сторона от дома № 111 до конца улицы), Лесозаводская, Лесопильная, Малая авиационная, Межевая, Набережная, Новая, Новый север, Октябрьская, Пермская, Пионерская, Полевая, Поселковая, Почтовая, Пригородная, Прямая, Республиканская, Рубежная, Савина, Северная, Седова, Серова, Снежная, Советская (обе стороны от домов № 61, 68 до конца улицы), Сосновая, Стахановская, Строительная, Чехова, Школьная, Ю.А. Спиридонова; переулки: 8 Марта, Авиационный, Заводской, Зои Космодемьянской, Кирульский, Межевой, Пригородный, Рубежный, Сосновый, Социалистический; проезды: 1-й Серова, 2-й Серова, Комсомольский, Лесной, Максаковский, Новый, Почтовый, Северный, Чехова; местечки: Красная гора, Чит; посёлки городского типа: Верхняя Максаковка, Краснозатонский; Сыктывдинский район.
15. ↑  ОИО Южный — Койгородский, Прилузский и Сысольский районы.